# Patrick Gonfalone
Patrick Gonfalone est un footballeur français, né le 2 novembre 1955 à Tunis en Tunisie. Il évolue au poste d'ailier gauche du début des années 1970 jusqu'à la fin des années 1980.

## Biographie
Patrick Gonfalone joue principalement en faveur du club d'Angers. Au total, il dispute 158 matchs en Division 1 et 109 matchs en Division 2. Il est le frère de Jean-Pierre Gonfalone.
Il entraîne le club d'Abbeville (Division 2) entre 1986 et 1990.
Conseiller technique régional de Basse-Normandie de 1996 à 2009, il devient, en 2010, le sélectionneur de l'équipe de France des moins de 16 ans. Il devient, en 2014, entraîneur de l'Équipe de France des moins de 19 ans de football.

## Palmarès
- Champion de France de D2 en 1976 avec Angers et en 1985 avec le Havre[3].